# Because of Love
„Because of Love” este un cântec al interpretei americane Janet Jackson. Piesa a fost compusă de Jimmy Jam și Terry Lewis și Jackson, fiind inclusă pe cel de-al cincilea material discografic de studio al artistei, janet.. „Because of Love” a ocupat locul 10 în Statele Unite ale Americii, ocupând poziții modeste la nivel mondial.

## Clasamente
| Clasament                            | Poziția maximă | Referință |
| ------------------------------------ | -------------- | --------- |
| Australian Singles Chart             | 25             | [ 4 ]     |
| Dutch Singles Chart                  | 39             | [ 2 ]     |
| German Singles Chart                 | 72             | [ 5 ]     |
| New Zealand Singles Chart            | 23             | [ 2 ]     |
| UK Singles Chart                     | 19             | [ 6 ]     |
| U.S. Billboard Hot 100               | 10             | [ 3 ]     |
| U.S. Billboard Hot R&B/Hip-Hop Songs | 9              | [ 3 ]     |
| U.S. Billboard Hot Dance Club Play   | 4              | [ 3 ]     |